# Yucca carnerosana
Yucca carnerosana là một loài thực vật có hoa trong họ Măng tây. Loài này được (Trel.) McKelvey miêu tả khoa học đầu tiên năm 1938.

## Hình ảnh

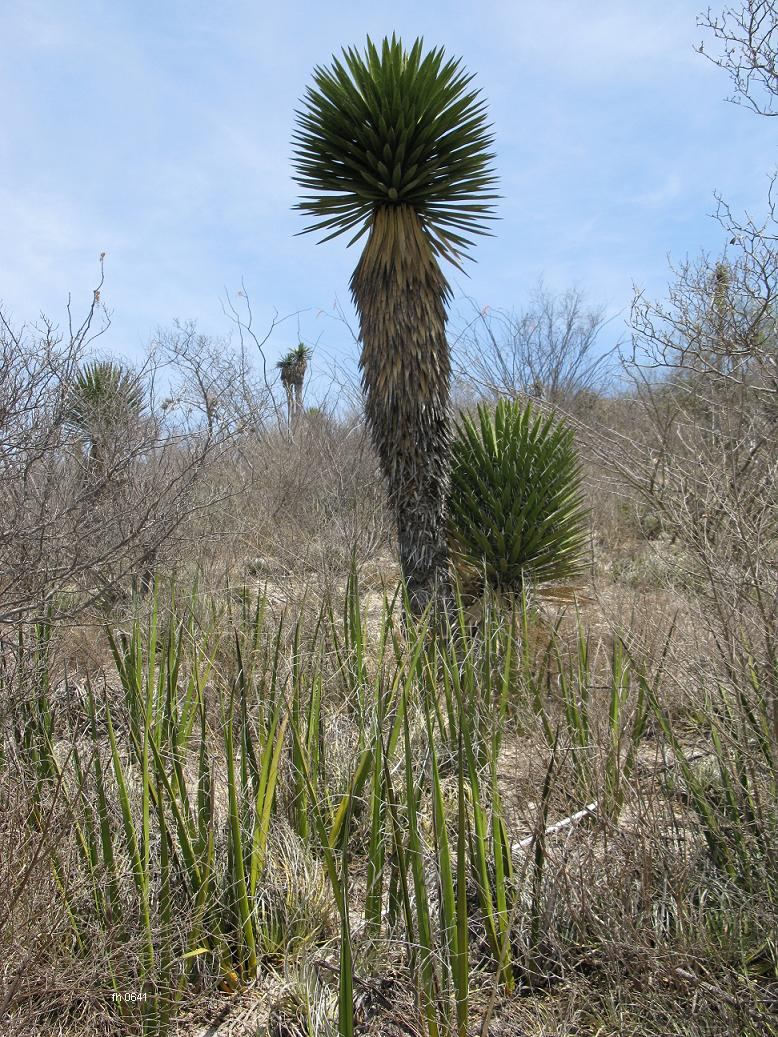
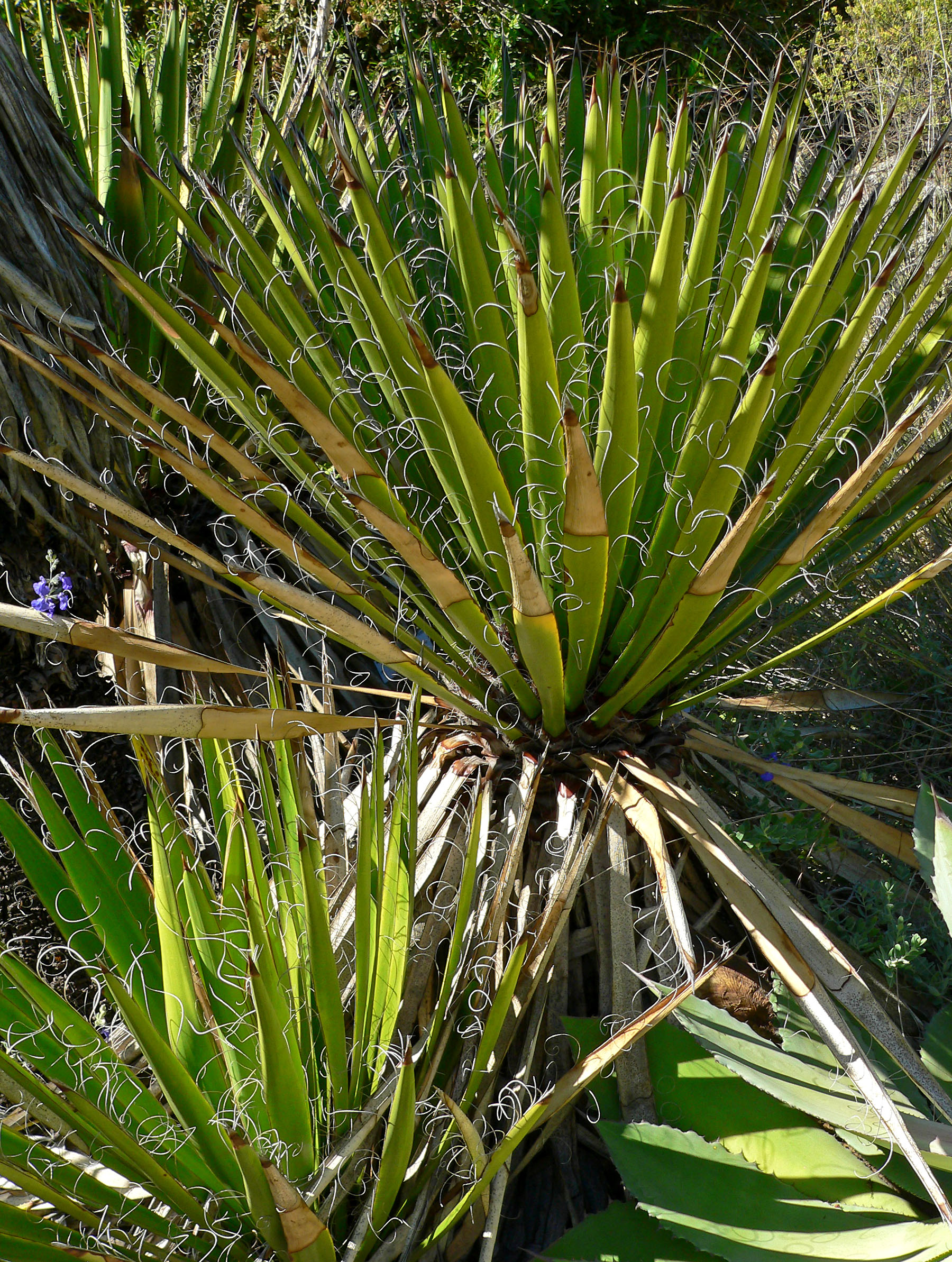
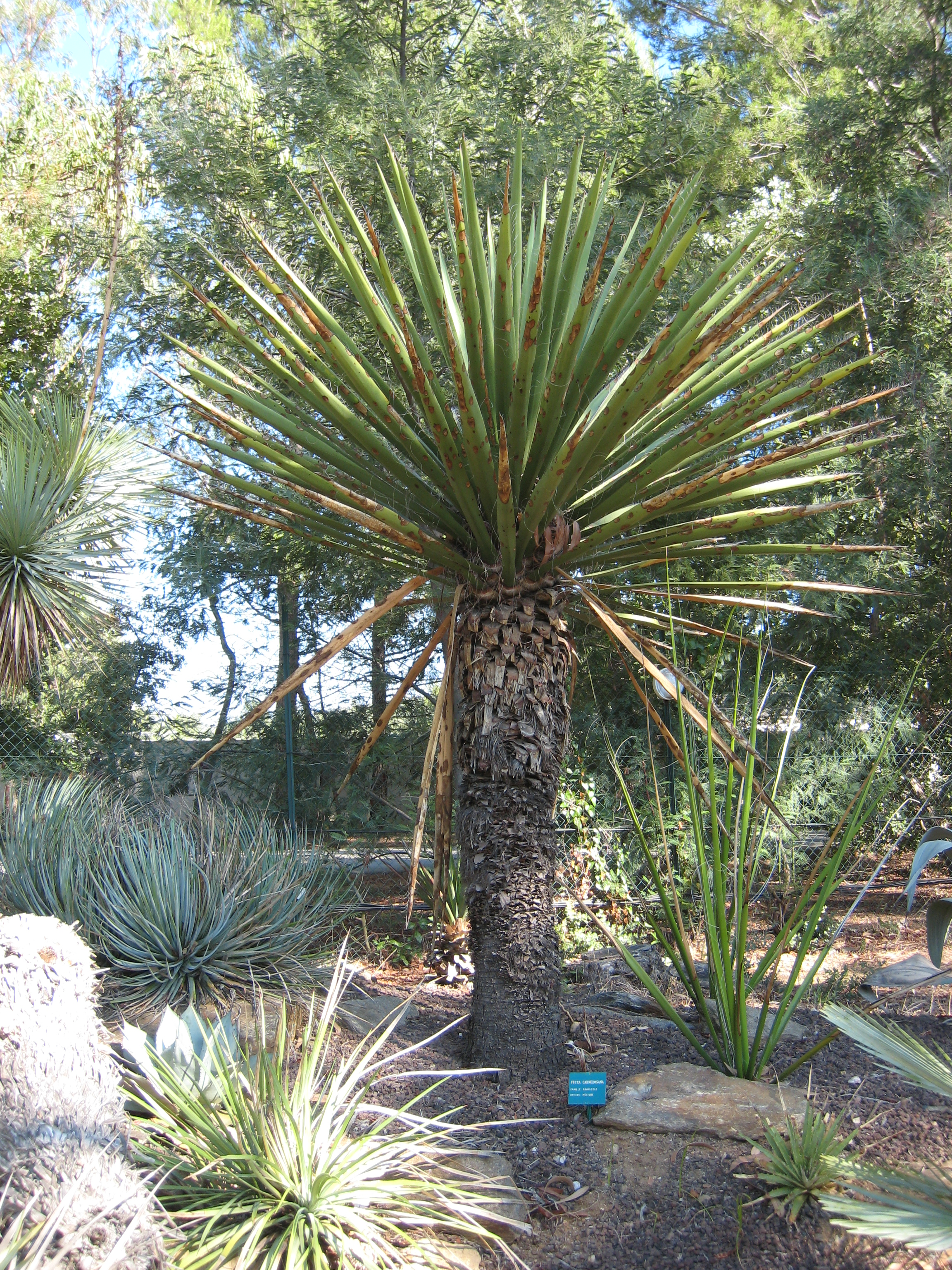